# Mike D. Rogers
Michael Dennis (Mike) Rogers (ur. 16 lipca 1958) – amerykański polityk, członek Partii Republikańskiej. Od 2003 roku jest przedstawicielem trzeciego okręgu wyborczego w stanie Alabama w Izbie Reprezentantów Stanów Zjednoczonych.

## Odznaczenia
- Krzyż Komandorski Orderu Gwiazdy Rumunii (Rumunia, 2017)[1]